# قانون إنهاء محاكمة العسكريين

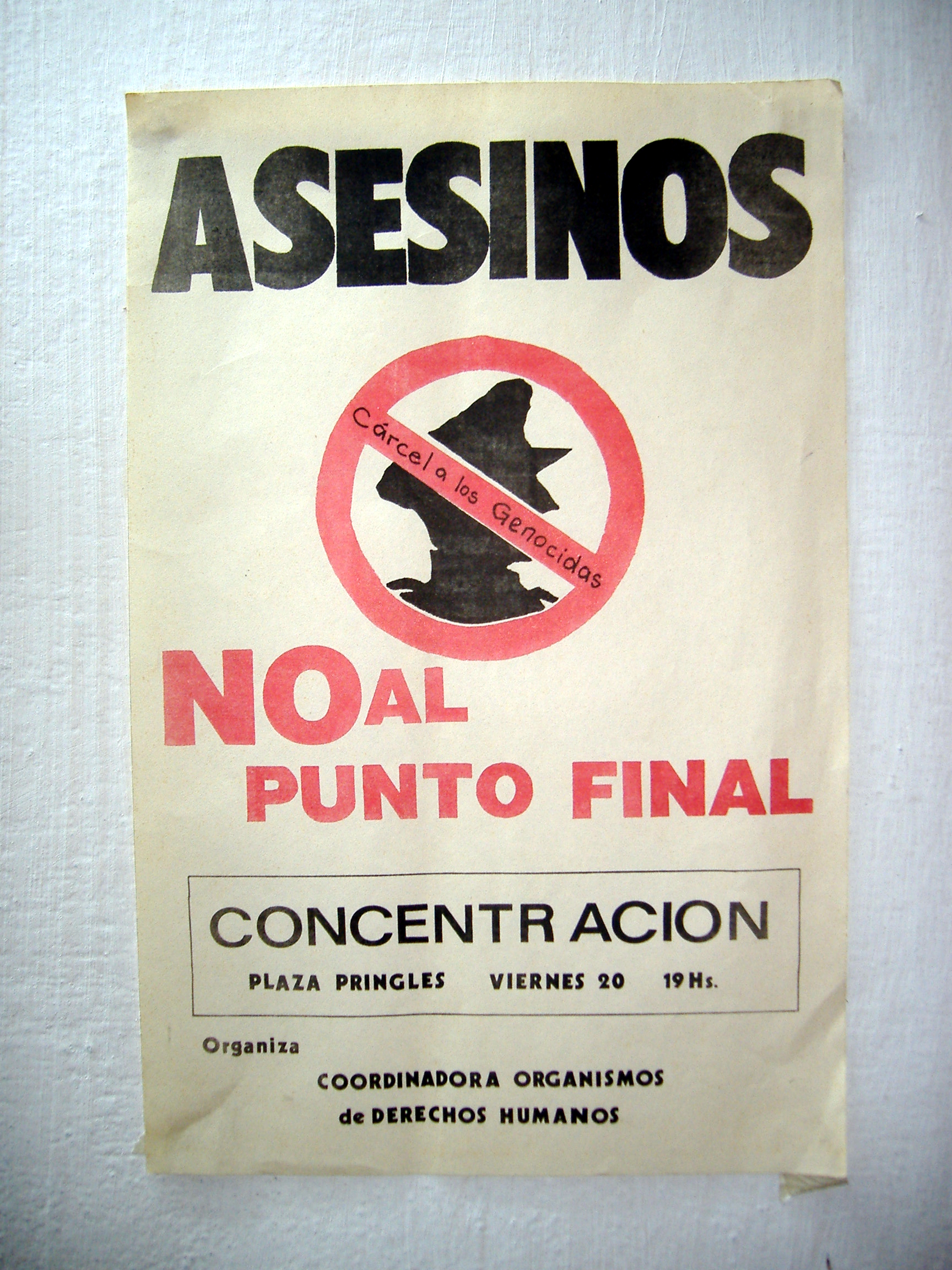
ملصق يدعو للتظاهر ضد سنّ القانون.

طرح قانون إنهاء محاكمة العسكريين، واسمه بالإسبانية Ley de Punto Final، الكونغرس الوطني في الأرجنتين في عام 1986، أي بعد ثلاث سنوات من انتهاء الحكم الديكتاتوري العسكري لعملية إعادة التنظيم الوطنية (من عام 1976 إلى 1983)، وعودة الديمقراطية. ورسميًا، يُشار إلى هذا القانون برقم (وهو القانون رقم 23492)، شأنه شأن جميع القوانين الأخرى في التشريع الأرجنتيني، لكن قانون إنهاء محاكمة العسكريين هو الاسم الأكثر شيوعًا، حتى في الخطابات الرسمية.
 وقد طُرِح هذا القانون بعد أن اتهمت الحكومة في عام 1985 رجالاً من أهم القيادات العسكرية في محاكمة أعضاء مجلس الثورة لما ارتكبوه من جرائم أثناء الحرب القذرة ضد المنشقين سياسيًا. وأُدين العديد من الضباط، وصدرت ضدهم أحكام؛ فاختطفت القوات العسكرية وقوات الأمن الحكومية، وقتلت ما يُقدَّر بحوالي 15000-30000 فرد.
طالب القانون بإنهاء التحقيق مع الأفراد المتهمين بالعنف السياسي أثناء العهد الديكتاتوري وصولاً إلى استعادة الحكم الديمقراطي في 10 ديسمبر 1983، وكذا محاكمتهم. وقد سُنَّ في يوم 24 ديسمبر عام 1986، أي بعد نقاش دام ثلاثة أسابيع فقط. ونص القانون قصير للغاية؛ إذ لا يتضمن سوى سبع مواد فقط. وتستثني المادة الخامسة منه تطبيق القانون في حالات تزوير هوية القُصّر والإخفاء القسري لهم.
أثار قانون إنهاء محاكمة العسكريين جدلاً واسع النطاق حين سُنَّ وبعد ذلك أيضًا. وتحت ضغوط من العسكريين، طرحت الإدارة الراديكالية للرئيس راؤول ألفونسين ذلك القانون من أجل منع محاكمة أي مشتبه فيهم آخرين ممن ينتمون لصفوف العسكريين وضباط الأمن بعد محاكمة مجموعة من قاداتهم بالفعل. عارض ألفونسين هذا القانون، في البداية، لكن تحت التهديد بإجراء انقلاب عسكري، وافق عليه. وفي مجلس النواب الأرجنتيني، صوّت 114 نائبًا لصالح القانون، في حين صوّت 17 ضده، وامتنع اثنان عن التصويت. وفي مجلس الشيوخ، صوّت 25 عضوًا لصالح القانون، في حين صوّت 10 ضده.
وكان لهذا القانون تتمة في Ley de Obediencia Debida (قانون الطاعة الواجبة) الذي سُنَّ أيضًا في عام 1986، وأُعفي بموجبه المرؤوسون من المحاكمة عندما كانوا ينفذون الأوامر. وألغى الكونغرس الوطني العمل بالقانونين في عام 2003. وحكمت المحكمة العليا بالأرجنتين بأن كلا القانونين غير دستوريين في 14 يونيو عام 2005.
أعادت الحكومة فتح التحقيقات في قضايا الجرائم ضد الإنسانية. وتم البتّ في أولى هذه القضايا ضد نائب قائد شرطة بوينس آيرس المحلية، ميجيل إتشكولاتس في سبتمبر عام 2006 بإدانة المتهم بعدد من التهم الموجهة إليه، وهي الخطف والتعذيب والقتل. وبإصدار المحكمة الحكم عليه بالسجن مدى الحياة، قالت إن الإرهاب الذي مارسته الدولة الديكتاتورية ضد المنشقين السياسيين كان نوعًا من الإبادة الجماعية. وكانت هذه المرة الأولى في تاريخ المحاكمات الأرجنتينية التي تُطبَق فيها توصف فيها الانتهاكات ضد فئة المنشقين السياسيين بالإبادة الجماعية.